# Antipsychiatrie

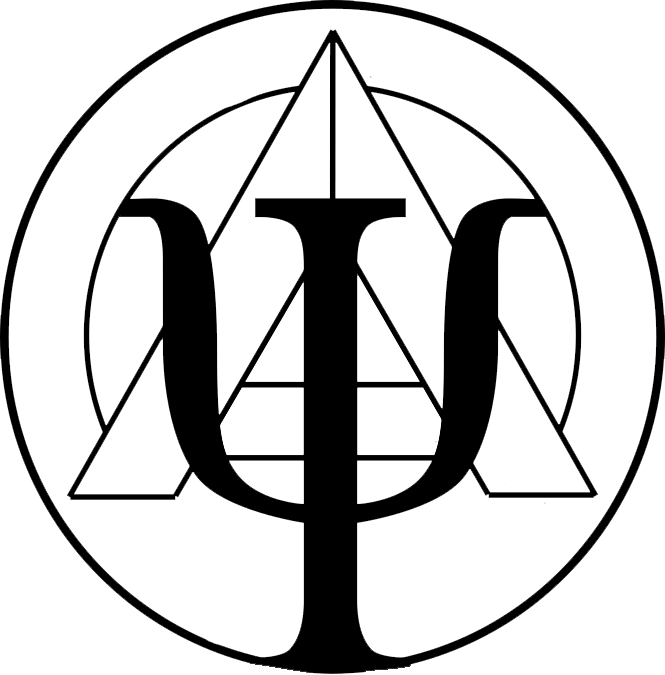
Ilustrace k článku.

Antipsychiatrie je široké hnutí převážně anglosaského původu, které se v 60. letech 20. století rozešlo s kritérii a metodami klasické psychiatrie. Původní hlavní směr antipsychiatrie vznikl v rámci psychiatrie (vedli jej sami psychiatři). Odmítal existenci psychických poruch jako specifických nemocí a vykládal je jako reakci na sociální prostředí, přičemž klasická psychiatrie je podle něj oporou patologické a patogenní společnosti. Klasické psychiatrické výklady tak brání kritice stavu společnosti, psychiatrické metody jsou společensky schvalovaným násilím a nástrojem moci pod rouškou medicíny a vědy.
Umírněnější a racionálnější směry vycházející z antipsychiatrie nebo k ní alternativní kritizují především používání neprověřených předsudků a postupů a „psychiatrických legend“ a zaměřují se na analýzu společenské role psychiatrie, psychiatrického nálepkování (labelling) a stigmatizace, procesu sociálně-administrativního psychiatrického dělení lidí na „blázny“ a „normální“ osoby. Podobnými otázkami se zabýval i Michel Foucault.
Většina přístupů řazených k tzv. „antipsychiatrii“ odmítá užívání psychiatrických léčiv (psychofarmak) nebo elektrošoků a preferuje alternativní metody šetrnější k lidskému tělu, zejména psychologické metody (arteterapie, přijetí a integrace odlišnosti psychiky atd.) Odmítá například internování schizofreniků v psychiatrických léčebnách.
Například schizofrenie může být interpretována jako reakce na stresovou situaci – tzv. psychologické zhroucení. Zkušenost získaná během změněného prožívání může vést k osobnostnímu růstu jedince, psychofarmaka tento proces naruší. V rámci antipsychiatrického hnutí bývá zdůrazňováno, že psychiatři neznají příčiny duševních nemocí a nevědí, jak je vyléčit. Předmětem kritiky bývá i to, že psychiatři mnohdy léčí psychofarmaky i stavy, které mohou mít somatické příčiny.
Na přelomu 20. a 21. století bylo předmětem antipsychiatrické kritiky nadužívání psychiatrické stigmatizace u dětí (např. ADHD – dětská hyperaktivita s poruchou pozornosti) a masové nasazování psychofarmak k úpravě vybočujících dětí.
Do „antipsychiatrického hnutí“ se počítají jak modernější a humánnější psychiatrické přístupy, z nichž některé dnes již mají v psychiatrii své místo, tak i přístupy odmítající psychiatrii jako celek, například z náboženských nebo jiných ideologických pozic (např. scientologie). Michal Černoušek považoval antipsychiatrii za sebereflexi oboru psychiatrie, která ovšem došla tak daleko, že popřela povahu psychiatrie jako medicínského oboru sloužícího pomoci nemocným a shledala ji sociálně-administrativním nástrojem segregace lidí.
Cyrille Koupernik, historik psychiatrie, ve své knize Smysl a nesmysl antipsychiatrie shrnul myšlenky antipsychiatrického hnutí následovně:
- místo skutečné diagnostiky používá psychiatrie jakýsi „předem daný herbář patologie lidské botaniky“,
- proti psychiatrické represi je třeba bojovat, pochopit v některých případech i svobodu psychopatologického projevu,
- je třeba posunout zastaralé metody psychiatrie, jejichž podstatou je nálepkování a internace.[4]

Thomas Szasz, jeden ze zakladatelů antipsychiatrie, vycházel z těchto myšlenek:
- ne všechny psychické poruchy jsou psychickými chorobami,
- duševní zdraví je tak složitá věc, že nemůže být předepisováno pouhou medicínou – často bývá duševní nemoc důsledkem sociální patologie,
- institucionálně aplikovaná psychiatrie může někdy z duševně zdravého jedince vytvořit pomateného a duševně chorého.[4]

Antipsychiatrie se sama stala obětí nálepkování, když mnohé, často rozdílné i oprávněně kritické pohledy na psychiatrii byly označeny za jediné hnutí s názvem antipsychiatrie, což může napomoci jejich diskreditaci. Podle Černouška tato paušalizace neodpovídá skutečnosti.

## Působení scientologické církve
Jako jedna z vůdčích[zdroj⁠?!] platforem antipsychiatrického hnutí v současné době vystupuje Občanská komise za lidská práva (CCHR, Citizens Commission on Human Rights), založená scientologickou církví v roce 1969.
Jako svůj cíl deklaruje boj se zločiny proti lidským právům spácháné psychiatry a ostatními profesionály, kteří se podílejí na léčení duševních chorob (např. psychologové). Tvrdí, že se zasloužila na odhalení zvěrstev psychiatrů, podvodů v psychiatrických léčebnách apod., vydává publikace dokazující odhalení podvodu psychiatrů či celé společnosti vo vzťahu k pacientom.
Podle českého psychologa Michala Černouška byl prvním průkopníkem antipsychiatrického uvažování anglický filosof A. Meyerson, který v roce 1936 popsal v článku Omyly v psychiatrii předsudky a přežitky obsažené v základech psychiatrického myšlení.

## Antipsychiatrie v levicové teorii
Antipsychiatrické názory dnes prosazují i některá levicovo-liberálně orientovaná hnutí, případně anarchistická hnutí. Jejich kritika psychiatrie spočívá v přesvědčení, že jde o korporátní a státní nástroj k utlačování a pronásledování lidí kvůli jinému názoru, chování či osobné výjimečnosti. Ti radikálnější proti psychiatrii aktivně vystupují, konají různé benefiční akce na pomoc pacientům a vyzývají psychiatry k diskuzi. Psychiatrii kritizují jako škodlivou pavědu založenou na segregaci postižených a nezřídka ji přirovnávají k nacismu či eugenice.
Mezi nejvýznamnější zastánce této teorie patří např. hnutí ANTIFA, nebo na Slovensku působící organizace Spravodlivosť pre všetkých a Inštitút ľudských práv.
Sporné je i zařazení stoupenců tzv. Teorie neurodivergence, kteří tvrdí, že lidská psychika je spektrum, tudíž není možné dělit lidské chování a myšlení na zdravé a nezdravé. Teorie neurodivergence je blízká levicovému pohledu, svůj původ má v sociálních teoriích 20. století, podobně jako rodové teorie.

### Představitelé antipsychiatrie
- David Cooper[5]
- Ronald David Laing[6]
- Thomas Szasz, původně psychoanalytik[4]. Knihy:
  - Manufaktura šílenství
  - Mýtus duševní nemoci
- Giorgio Antonucci
- Marc Rufer. Publikace:
  - Irrsinn Psychiatrie (Šílenství psychiatrie), 1988, nakl. Cytglogge, Bern
  - Wer ist Irr? (Kdo je blázen?), 1991, nakl. Cytglogge, Bern
  - Psychiatrie – Taeter, Opfer, Methoden (Psychiatrie – pachatelé, oběti, metody), 1996, nakl. Cytglogge, Bern
  - Tabletky štěstí. Extáze, Prozac – návrat psychofarmak?, nakl. Books, Brno, 1998, ISBN 80-85914-97-2, orig. vydání Glückspillen. Extasy, Prozac und das Comeback der Psychopharmaka., 1995, Droemersche Verlaganstalt Th. Knaur Nachf. München.